# Irène Jacob
Irène Jacob (Parigi, 15 luglio 1966) è un'attrice francese naturalizzata svizzera.

## Biografia
Nata a Parigi da un padre fisico, Maurice Jacob, e una madre psicologa, è l'unica figlia femmina in una famiglia con quattro figli. All'età di tre anni si trasferì con la famiglia a Ginevra per ritornare, appena diciottenne, a Parigi. Oltre al francese, parla correntemente italiano ed inglese.
Ha interpretato il ruolo di Desdemona nel film Othello (1995) di Oliver Parker, con Kenneth Branagh. Nel 1991 ha vinto il premio come miglior attrice al Festival di Cannes per il film La doppia vita di Veronica e nel 1995 ha ricevuto la candidatura al premio BAFTA alla migliore attrice protagonista per Tre colori - Film rosso. È stata candidata due volte al premio César per la migliore attrice, nel 1992, per La doppia vita di Veronica e nel 1995, per Tre colori - Film rosso.
Nel 2019 ha pubblicato un libro, Big Bang. 

## Filmografia

### Attrice

#### Cinema
- Arrivederci ragazzi (Au revoir les enfants), regia di Louis Malle (1987)
- Una recita a quattro (La bande des quatre), regia di Jacques Rivette (1988)
- Erreur de jeunesse, regia di Radovan Tadic (1989)
- Les Mannequins d'osier, regia di Francis de Gueltz (1989)
- La Veillée, regia di Samy Pavel (1990)
- La doppia vita di Veronica (La Double Vie de Véronique), regia di Krzysztof Kieślowski (1991)
- Le Secret de Sarah Tombelaine, regia di Daniel Lacambre (1991)
- Le Moulin de Daudet, regia di Samy Pavel (1992)
- Claude, regia di Cindy Lou Johnson (1992)
- Enak, regia di Slavomir Idziak (1992)
- Il giardino segreto (The Secret Garden), regia di Agnieszka Holland (1993)
- Predskazaniye, regia di Eldar Riazanov (1993)
- Tre colori - Film rosso (Trois couleurs : Rouge), regia di Krzysztof Kieślowski (1994)
- Le fuggitive (Fugueuses), regia di Nadine Trintignant (1995)
- Al di là delle nuvole, regia di Michelangelo Antonioni e Wim Wenders (1995)
- All Men are Mortal, regia di Ate De Jong (1995)
- Othello, regia di Oliver Parker (1995)
- Victory, regia di Marc Peploe (1996)
- Incognito, regia di John Badham (1997)
- U.S. Marshals - Caccia senza tregua (U.S. Marshals), regia di Stuart Baird (1998)
- Cuisine américaine, regia di Yves Pitoun (1998)
- Sporco segreto, regia di George Hickenlooper (1999)
- La mia vita fino ad oggi (My Life So Far), regia di Hugh Hudson (1999)
- History Is Made at Night, regia di Ilkka Järvi-Laturi (1999)
- L'affaire Marcorelle, regia di Serge Le Péron (2000)
- Four Play, regia di Mike Binder (2001)
- Riunione di condominio (Mille Millièmes), regia di Rémi Waterhouse (2002)
- The Pornographer, A Love Story, regia di Alan Wade (2004)
- I nuovi eroi (Nouvelle-France), regia di Jean Beaudin (2004)
- La vita interiore di Martin Frost (The inner life of Martin Frost), regia di Paul Auster (2007)
- Nessuna qualità agli eroi, regia di Paolo Franchi (2007)
- La polvere del tempo (I skoni tou chronou), regia di Theo Angelopoulos (2008)
- Il nemico invisibile (Dying of the Light), regia di Paul Schrader (2014)
- Parliamo delle mie donne (Salaud, on t'aime), regia di Claude Lelouch (2014)
- Éternité, regia di Trần Anh Hùng (2016)
- Guida romantica a posti perduti, regia di Giorgia Farina (2020)
- Vie privée, regia di Rebecca Zlotowski (2025)

#### Televisione
- La Lettre d'une inconnue, regia di Jacques Demy (2001) – film TV
- Nés de la mère du monde, regia di Denise Chalemd (2003) – film TV
- The Affair - Una relazione pericolosa (The Affair) – serie TV, 4 episodi (2016)
- The OA – serie TV, episodi 2x04-2x05-2x07 (2019)

#### Cortometraggi
- Ella Maillart - Double Journey, regia di Mariann Lewinsky e Antonio Bigini (2015)

### Doppiatrice
- Parva e il principe Shiva, regia di Jean Cubaud (2003)

## Doppiatrici italiane
Nelle versioni in italiano delle opere in cui ha recitato, Irène Jacob è stata doppiata da:
- Cristina Boraschi in La doppia vita di Veronica, Tre colori: Film Rosso, U.S. Marshals - Caccia senza tregua
- Claudia Catani in Giochi sporchi, The Affair - Una relazione pericolosa
- Francesca Fiorentini in Al di là delle nuvole, Four Play
- Barbara Berengo Gardin ne Il nemico invisibile
- Paola Della Pasqua in Riunione di condominio
- Roberta Pellini in La polvere del tempo
- Giuppy Izzo in La mia vita fino ad oggi
- Donatella Fanfani in Incognito
- Gabriella Borri in Othello
- Luisa Ziliotto in I nuovi eroi
- Laura Boccanera in I nuovi eroi (ridoppiaggio)
- Deborah Ciccorelli in Parliamo delle mie donne
- Roberta Paladini in The OA

Da doppiatrice è sostituita da: 
- Rita Savagnone in Parva e il principe Shiva